# Vereckei Ákos
Vereckei Ákos (Budapest, 1977. augusztus 26. –) kétszeres olimpiai, hatszoros világbajnok és nyolcszoros európabajnok kajakozó.

## Pályafutása
1995-ben az ifjúsági világbajnokságon négyes 500 méteren (Tóth Tamás, Veréb Krisztián, Bordács Balázs) hatodik volt. 1997-ben a felnőtt Európa-bajnokságon és a világbajnokságon ugyanezen a távon első lett (Kammerer Zoltán, Storcz Botond, Hegedűs Róbert). A következő évben egyes 500 méteren lett világbajnok. A hazai kajak ranglistán első helyen végzett. 1999-ben az Európa-bajnokságon 1000 méteren egyesben első, kettesben (Kammerer) második lett. 500 méteren egyesben negyedik, párosban (Kammerer) második volt. A világbajnokságon a négyesben (Kammerer, Storcz, Horváth G.) 1000 méteren és egyesben 500 méteren első, négyes 500 méteren harmadik volt. Utóbbi a magyar kajak-kenu sport 300. világbajnoki érme volt. Az éves hazai ranglistán ismét a legjobb kajakozó lett. 2000-ben az Európa-bajnokságon egyesben 500 méteren első, négyesben 1000 méteren második volt. Az olimpián négyes 1000 méteren (Kammerer, Storcz, Horváth G) első, egyes 500 méteren negyedik helyen végzett. Az év végén ismét hazai ranglista első volt.
2001-ben az Európa-bajnokságon egyes 1000 méteren második lett. A négyes tagjaként (Kammerer, Storcz, Horváth G.) ötödik helyen ért célba. Egyes 500 méteren aranyérmes lett. A világbajnokságon egyes 1000 méteren negyedik, 500 méteren első volt. A magyar ranglistán ismét első helyen végzett. A következő évben az Európa-bajnokságon 1000 méter kettes (Veréb) negyedik volt, egyes 500 méteren megvédte bajnoki címét. A világbajnokságon Verébbel bronzérmes, egyesben hetedik volt. 2003-ban a világbajnokságon négyesben 1000 méteren (Kammerer, Kökény Roland, Veréb) második, egyesben 500 méteren ismét hetedik lett. A magyar ranglistán első helyen végzett. 2004-ben az Eb-n négyes 1000 méteren (Kammerer, Storcz, Horváth G.) és egyes 500 méteren is aranyérmet nyert. Az olimpián négyesben első, egyes 500 méteren ötödik lett. Az éves magyar ranglistán első helyen végzett. Az év végétől Sári Nándor helyett Séra Miklóssal készült.
A 2005-ös Eb-n négyes 1000 méteren (Kammerer, Storcz, Horváth G.) hatodik, egyes 500 méteren első lett. A világbajnokságon a négyessel nem jutott a döntőbe, egyesben ötödik volt. Az éves ranglistán hetedik alkalommal volt a legjobb. 2006-ban nem indult az EB-n, hogy a Szegeden megrendezendő világbajnokságra tudjon maximálisan összpontosítani. Ez kiválóan sikerült, a vb-n négyes 1000 méteren (Gyökös Lajos, Kökény, Horváth G) óriási fölénnyel lett aranyérmes. Ez a győzelem (k-4 1000m) volt az utolsó Magyar aranyérem ebben a versenyszámban. A következő évben az Európa-bajnokságon a négyes 1000 méteren (Gyökös , Kökény, Horváth G) második, egyes 500 méteren negyedik lett. A világbajnokságon a négyes negyedik helyen végzett, egyesben hatodikként zárt. Ebben az évben Séra Miklós megbetegedése miatt Angyal Zoltán tréningezte. 2008-ban Bakó Zoltán felkészítésével, egyes 500 méteren szerezte meg az olimpiai indulás jogát. Mivel Magyarország nem szerzett elegendő kvótát férfi kajakban, így a négyesbe is bekerült Boros Gergely helyére. Az olimpián négyesben ötödik, egyesben hatodik volt.
2009-ben nem indult jelentős versenyen. Októbertől Kuttor Csaba háromszoros triatlon olimpikon edzéstervei alapján kezdte meg a felkészülést, egyedül. A sportágban elsőként alkalmazva sikeresen, a pulzus mérés alapú edzéstervezést, végrehajtást. Ezzel a szemlélettel, ez edzők és a sportág vezetői közt, sok ellenséget szerzett magának. 2010-ben K2 1000 méteren Kammererrel Eb és vb második volt. A 2011-ben négyes 1000 méteren (Kammerer, Kucsera, Boros) Eb-n negyedik, a vb-n hetedik lett. 2012-ben a válogatási elvek eltorzítása miatt nem volt lehetősége az olimpiára kijutni.
2013-ban felhagyott a versenyzéssel. A hazai szövetség, és annak vezetése, nem fogadta túl lelkesen szándékát, hogy Magyarországon, a jövő generációinak átadja tapasztalatát, ezért külföldön keresett munkát. Ezt követően Vietnámban lett edző, vezetőedző a 2013-2014 szezonban. 2015-ben a Magyar Kajak-kenu Szövetség Szakembergárdáját erősítette, hozzá kötődik sok újítás az utánpótlás neveléssel, tehetséggondozással kapcsolatban. 2016-ban meghívást kapott a Pekingi Sportiskolától, hogy a 2017-ben megrendezésre kerülő  13. Kínai játékokra felkészítse, és győzelemhez segítse a Pekingi Sportiskolát, megszerezni 40 éves fennállásának első aranyérmét ebben a szakágban, és ezzel megmenteni a Pekingi Sportiskola Kajak-Kenu részlegét a megszüntetéstől. A "küldetést" maximális siker zárta. Elsőnek a tavaszi bajnokságon nyertek aranyérmet versenyzői, majd az év fő versenyén k2 200 méteren Wang Lei révén megszületett 40 éve várt aranyérem. A 2018-as szezonra már nem vállalta a kihívásokkal teli távol-keleti munkát. 2018-ban elfogadta a Dunaferr Kajak-Kenu szakosztály felkérését (Pető Zsolt). 2019 októberében a szerb válogatott főedzője lett.

## Eredményei
- olimpiai eredményei: bajnok (K4 1000 m, 2000, 2004)
- hatszoros világbajnok (K4 500 m, 1997; K4 1000 m, 1999, 2006; K1 500 m, 1998, 1999, 2001)
- világbajnoki ezüstérmes (K4 1000 m, 2003, K2, 1000 m, 2010)
- kétszeres világbajnoki bronzérmes (K4 500 m, 1999; K2 1000 m, 2002)
- nyolcszoros Európa-bajnok (5x k1 500 m 2000–2005, k1-1000 m 1999, k4 500 m 1997, k4 1000 m 2004)
- Európa-bajnoki ezüst (1999 k2 1000 m k2 500 m, 2000 k4 1000 m)
- Európa-bajnoki bronz (2002 k2 1000 m)
- magyar bajnok (32x 1996–2010)

## Díjai, elismerései
- Az év magyar kajakozója (1998, 1999, 2001, 2002, 2003, 2004,2006)
- Szigetszentmiklós díszpolgára (1998)
- Az év magyar férfi sportolója választás második helyezett (1998, 1999)
- A Magyar Köztársasági Érdemrend tisztikeresztje (2000)
- Csepel díszpolgára (2000)
- Csepel SC örökös bajnoka (2000)
- Az év magyar sportcsapata választás – második helyezett (kajak négyes) (2000, 2004)
- A Magyar Köztársasági Érdemrend középkeresztje (2004)
- A Magyar Köztársaság címerével ékesített aranygyűrű és az elismerő oklevél (2008)